# Pedreres de Can Baró
Les pedreres de Can Baró eren un grup d'explotacions mineres a cel obert, que a principis del segle XX s'estenien de forma extensiva i a vegades incontrolada per la zona de Can Baró de Barcelona, per produir calç i també pedres per a la construcció de murs, que han donat com a resultat uns importants esvorancs que trenquen el barri en diverses parts.

## Història
L'explotació de les pedreres al segle xix estava associat al negoci de la calç que es produïa als forns de Can Baró i la Casa Vélez. Amb l'aparició del ciment artificial, la producció de calç va anar minvant, i a mitjans de la dècada de 1910 les pedreres estaven pràcticament tancades.
Amb l'annexió d'Horta a Barcelona, el 1904, i l'aprovació del Pla d'urbanització general, el 1917, s'inicià un fort procés constructiu i especulatiu. Les terres de Can Baró eren aleshores propietat d'Anselm de Riu i Fontanilles, que a través de l'Empresa Nacional de Tierras, va urbanitzar la zona i va anar venent parcel·les. Els terrenys de les pedreres i els voltants els comprà el comerciant Enrique Vila Nogareda, que reactivà les pedreres. Si bé les primeres extraccions es feien dins de la legalitat, aviat el procés d'arrabassament territorial s'agreujà ràpidament. Durant anys hi hagué moltes queixes i denuncies dels veïns, especialment a través de l'Agrupación de propietarios del monte Carmelo, a la que se li afegiria l'Agrupación de Propietarios y Vecinos de casa Baró. A rel de les denúncies, el 1931 l'Ajuntament va emetre un informe on evidenciava la continuïtat d'explotació il·legal, l'ús de càrregues explosives excessives, i la variació de cotes altimètriques que feien inviable la urbanització que s'havia aprovat anteriorment. Tanmateix, les extraccions van continuar. Les pedreres de Casa Vélez, en l'extrem est del barri tocant al Guinardó, van durar fins a la guerra civil, i les de Can Baró, fins al 1967.
El 1969 la Cooperativa Gracienca d’Habitatges va comprar els terrenys de la pedrera de Can Baró i hi va construir 6 blocs amb 360 habitatges. El 1991 es va construir el pont de Mühlberg, per a recuperar la continuïtat del carrer homònim, que la pedrera havia fet desaparèixer.